# Olympische Zomerspelen 2000
De Olympische Zomerspelen van de XXVIIe olympiade werden in 2000 gehouden in Sydney, Australië. De opening van de Spelen was op 15 september, en de sluiting op 1 oktober. 199 landen namen deel aan deze Spelen.

## Verkiezing organisatie
Sydney werd in 1993 als organisatiestad verkozen boven Peking, Berlijn, Istanbul en Manchester. Pas in de laatste stemmingsronde kreeg Sydney een meerderheid; daarvoor leek Peking lange tijd op weg naar een meerderheid van de stemmen.
| Stad       | Land                | Ronde 1 | Ronde 2 | Ronde 3 | Ronde 4 |
| ---------- | ------------------- | ------- | ------- | ------- | ------- |
| Sydney     | Australië           | 30      | 30      | 37      | 45      |
| Peking     | China               | 32      | 37      | 40      | 43      |
| Manchester | Verenigd Koninkrijk | 11      | 13      | 11      | -       |
| Berlijn    | Duitsland           | 9       | 9       | -       | -       |
| Istanbul   | Turkije             | 7       | -       | -       | -       |

## Deelnemers
- Aantal deelnemers
  - 10.648 (6.579 mannen en 4.068 vrouwen) uit 200 landen
- Jongste deelnemer
  - ( BRN) Fatima Abdul Majeed (12 jaar, 181 dagen)
- Oudste deelnemer
  - ( ISV) Bruce Meredith (63 jaar, 156 dagen)

## Hoogtepunten
- De Australische zwemmer Ian Thorpe was met drie gouden en twee zilveren medailles de meest succesvolle deelnemer aan de Spelen in Sydney.
- Birgit Fischer won twee gouden medailles in de kajak. In 1980 won ze haar eerste gouden medailles. Ze is daarmee de eerste vrouw die medailles won op Spelen die 20 jaar of meer uit elkaar lagen.
- Hoewel de judoka Ryoko Tamura de judofinale had verloren op de spelen van Barcelona en die van Atlanta wist ze deze keer wel te winnen.
- Steven Redgrave werd de eerste roeier die gouden medailles wist te winnen op vijf opeenvolgende olympische spelen.
- De Tsjech Jan Železný wint voor de derde achtereenvolgende keer goud bij het speerwerpen.
- Marion Jones (VS, atletiek) werd de eerste atlete die vijf atletiekmedailles wist te winnen op dezelfde Spelen. Later bleek echter dat ze deze prestatie had behaald met behulp van doping.[1] Ze won goud op de 100 meter, 200 meter en de 4x400 estafette en brons op de 4x100 estafette en het verspringen. In 2007 deed zij afstand van de vijf olympische medailles, na haar dopingbekentenis.[2]

## Sporten
Tijdens deze Spelen werd er gesport binnen 28 sporten.

### Kalender
| ● | Openingsceremonie | ● | Wedstrijden | ● | Wedstrijden met medailles | ● | Sluitingsceremonie |

| Date                     | September | September | September | September | September | September | September | September | September | September | September | September | September | September | September | September | September | September | Oktober | Totaal |
| Date                     | 13 Wo     | 14 Do     | 15 Vr     | 16 Za     | 17 Zo     | 18 Ma     | 19 Di     | 20 Wo     | 21 do     | 22 Vr     | 23 Za     | 24 Zo     | 25 Ma     | 26 Di     | 27 Wo     | 28 Do     | 29 Vr     | 30 Za     | 1st Zo  |        |
| ------------------------ | --------- | --------- | --------- | --------- | --------- | --------- | --------- | --------- | --------- | --------- | --------- | --------- | --------- | --------- | --------- | --------- | --------- | --------- | ------- | ------ |
| Atletiek                 |           |           |           |           |           |           |           |           |           | 2         | 2         | 6         | 9         |           | 7         | 6         | 5         | 8         | 1       | 46     |
| Badminton                |           |           |           |           |           |           |           |           | 2         | 1         | 2         |           |           |           |           |           |           |           |         | 5      |
| Basketbal                |           |           |           |           |           |           |           |           |           |           |           |           |           |           |           |           |           | 1         | 1       | 2      |
| Boksen                   |           |           |           |           |           |           |           |           |           |           |           |           |           |           |           |           |           | 6         | 6       | 12     |
| Boogschieten             |           |           |           |           |           |           | 1         | 1         | 1         | 1         |           |           |           |           |           |           |           |           |         | 4      |
| Gewichtheffen            |           |           |           | 1         | 2         | 2         | 2         | 2         |           | 2         | 1         | 1         | 1         | 1         |           |           |           |           |         | 15     |
| Gymnastiek               |           |           |           |           |           | 1         | 1         | 1         | 1         | 1         | 1         | 5         | 5         |           |           |           |           | 1         | 1       | 18     |
| Handbal                  |           |           |           |           |           |           |           |           |           |           |           |           |           |           |           |           |           | 1         | 1       | 2      |
| Hockey                   |           |           |           |           |           |           |           |           |           |           |           |           |           |           |           |           | 1         | 1         |         | 2      |
| Honkbal                  |           |           |           |           |           |           |           |           |           |           |           |           |           |           | 1         |           |           |           |         | 1      |
| Judo                     |           |           |           | 2         | 2         | 2         | 2         | 2         | 2         | 2         |           |           |           |           |           |           |           |           |         | 14     |
| Kanovaren                |           |           |           |           |           | 2         |           | 2         |           |           |           |           |           |           |           |           |           | 6         | 6       | 16     |
| Moderne vijfkamp         |           |           |           |           |           |           |           |           |           |           |           |           |           |           |           |           |           | 1         | 1       | 2      |
| Paardensport             |           |           |           |           |           |           | 1         |           |           | 1         |           |           |           | 1         |           | 1         |           | 1         | 1       | 6      |
| Roeien                   |           |           |           |           |           |           |           |           |           |           | 7         | 7         |           |           |           |           |           |           |         | 14     |
| Schermen                 |           |           |           | 1         | 1         | 1         | 1         | 1         | 2         | 1         | 2         |           |           |           |           |           |           |           |         | 6      |
| Schietsport              |           |           |           | 2         | 2         | 2         | 2         | 2         | 3         | 2         | 2         |           |           |           |           |           |           |           |         | 17     |
| Schoonspringen           |           |           |           |           |           |           |           |           |           |           | 2         | 1         |           | 1         |           | 3         |           | 1         |         | 8      |
| Softbal                  |           |           |           |           |           |           |           |           |           |           |           |           |           | 1         |           |           |           |           |         | 1      |
| Synchroonzwemmen         |           |           |           |           |           |           |           |           |           |           |           |           |           | 1         |           |           | 1         |           |         | 2      |
| Taekwondo                |           |           |           |           |           |           |           |           |           |           |           |           |           |           | 2         | 2         | 2         | 2         |         | 8      |
| Tafeltennis              |           |           |           |           |           |           |           |           |           | 1         | 1         | 1         | 1         |           |           |           |           |           |         | 4      |
| Tennis                   |           |           |           |           |           |           |           |           |           |           |           |           |           |           | 2         | 2         |           |           |         | 4      |
| Triatlon                 |           |           |           | 1         | 1         |           |           |           |           |           |           |           |           |           |           |           |           |           |         | 2      |
| Voetbal                  |           |           |           |           |           |           |           |           |           |           |           |           |           |           |           | 1         |           | 1         |         | 2      |
| Volleybal                |           |           |           |           |           |           |           |           |           |           |           |           | 1         | 1         |           |           |           | 1         | 1       | 4      |
| Waterpolo                |           |           |           |           |           |           |           |           |           |           | 1         |           |           |           |           |           |           |           | 1       | 2      |
| Wielersport              |           |           |           | 2         | 2         | 1         | 1         | 3         | 3         |           | 1         | 1         |           | 1         | 1         |           |           | 2         |         | 18     |
| Worstelen                |           |           |           |           |           |           |           |           |           |           |           |           |           | 4         | 4         |           |           | 4         | 4       | 16     |
| Zeilen                   |           |           |           |           |           |           |           |           |           |           |           | 3         | 1         |           |           | 2         | 2         | 3         |         | 10     |
| Zwemmen                  |           |           |           | 4         | 4         | 4         | 4         | 4         | 4         | 4         | 4         |           |           |           |           |           |           |           |         | 32     |
| Total gouden medalailles |           |           |           | 13        | 14        | 15        | 15        | 18        | 18        | 18        | 26        | 25        | 18        | 11        | 17        | 17        | 11        | 40        | 24      | 300    |
| Ceremonies               |           |           | ●         |           |           |           |           |           |           |           |           |           |           |           |           |           |           |           | ●       |        |
| Date                     | 13 Wo     | 14 Do     | 15 Vr     | 16 Za     | 17 Zo     | 18 Ma     | 19 Di     | 20 Wo     | 21 do     | 22 Vr     | 23 Za     | 24 Zo     | 25 Ma     | 26 Di     | 27 Wo     | 28 Do     | 29 Vr     | 30 Za     | 1st Zo  |        |
| Date                     | September | September | September | September | September | September | September | September | September | September | September | September | September | September | September | September | September | September | Oktober | Totaal |

### Mutaties
| Sport            | Nieuw | Verdwenen (t.o.v. 1996)                                                                                         | Opmerkingen                                                       |
| ---------------- | --- | --- | ----------------------------------------------------------------- |
| Atletiek         | 20km snelwandelen (v) Kogelslingeren (v) Polsstokhoogspringen (v)                                                                         | 10km snelwandelen (v)                                                                                           |                                                                   |
| Gewichtheffen    | Vlieggewicht (v) Vedergewicht (v) Licht (m) Midden (v) Lichtzwaar (v) Zwaar (v) Superzwaar (v)                                            | vlieggewicht (m) zwaar I (m)                                                                                    | Gewichtheffen voor vrouwen stond voor het eerst op het programma. |
| Gymnastiek       | Trampoline (m) Trampoline (v) | |                                                                   |
| Moderne Vijfkamp | vrouwen | |                                                                   |
| Schietsport      | Skeet (v) Trap (v) | |                                                                   |
| Schoonspringen   | 3 m plank synchroon (m) 10 m toren synchroon (m) 3 m plank synchroon (v) 10 m toren synchroon (v)                                         | |                                                                   |
| Synchroonzwemmen | duet (v) | | Duet keerde na een afwezigheid van acht jaar weer terug.          |
| Taekwondo        | Vlieggewicht (m) Vedergewicht (m) Weltergewicht (m) Zwaargewicht (m) Vlieggewicht (v) Vedergewicht (v) Weltergewicht (v) Zwaargewicht (v) | | Taekwondo stond voor de eerste keer op het programma.             |
| Triatlon         | mannen vrouwen | | Triatlon stond voor de eerste keer op het programma.              |
| Waterpolo        | vrouwen | |                                                                   |
| Wielersport      | Keirin (m) Koppelkoers (m) Teamsprint (m) 500m tijdrit (v)                                                                                | |                                                                   |
| Worstelen        | | Lichtvlieg Grieks Romeins (m) Lichtvlieg Vrije stijl (m) Halfzwaar Grieks Romeins (m) Halfzwaar Vrije stijl (m) |                                                                   |
| Zeilen           | 49er (o) | |                                                                   |
|                  | 36 | -7 | +29                                                               |

## Deelnemende landen

Er namen 199 landen deel aan de Spelen. Daarnaast deden vier sporters uit Oost-Timor mee onder de noemer Individuele olympische atleten met de IOC-code "IOA". Drie landen debuteerden: Eritrea, Micronesië en Palau. In vergelijking met de voorgaande editie was alleen Afghanistan afwezig.

### Arubaanse prestaties
Bij zijn vierde deelname werd Aruba vertegenwoordigd door vijf olympiërs in drie sporten. In de atletiek namen Luz Marina Geerman en Richard Rodriguez deel, Javier Wanga was als judoka actief en in de zwemsport namen de baanzwemmers Davy Blisslik en Roshendra Vrolijk deel. Alle vijf deelnemers kwamen één keer in actie.

### Belgische prestaties
- Mountainbiker Filip Meirhaeghe behaalde zilver.
- Etienne De Wilde en Matthew Gilmore behaalden zilver in de ploegkoers voor baanrenners.
- Judoka Ann Simons behaalde brons in de categorie -48 kg.
- Judoka Gella Vandecaveye behaalde ondanks een zware knieblessure brons in de categorie 57 - 63kg
- Dominique van Roost en Els Callens behaalden brons in het dubbelspel tennis. Dit was tevens de eerste keer dat België het podium behaalde in het tennis.

Medailles
| Medaille   | Winnaar                             | Onderdeel                   |
| ---------- | ----------------------------------- | --------------------------- |
| Zilver (2) | Filip Meirhaeghe                    | wielrennen, mountainbike    |
| Zilver (2) | Etienne De Wilde en Matthew Gilmore | wielrennen baan, ploegkoers |
| Brons (3)  | Ann Simons                          | Judo, categorie -48 kg      |
| Brons (3)  | Gella Vandecaveye                   | judo, categorie 57-63 kg    |
| Brons (3)  | Dominique Van Roost en Els Callens  | tennis, dubbelspel          |

### Nederlandse prestaties
- Inge de Bruijn veroverde bij het zwemmen drie gouden medailles: op de 50 en 100 meter vrije slag en de 100 meter vlinderslag. Daarnaast won ze samen met Manon van Rooijen, Thamar Henneken en Wilma van Rijn zilver op de 4 x 100 meter vrije slag.
- Leontien Zijlaard-van Moorsel evenaarde bij het wielrennen de medaille-oogst van Inge de Bruin. Zij won de achtervolging, de wegwedstrijd en de tijdrit, en werd tweede in de puntenkoers.
- De overwinning van zwemmer Pieter van den Hoogenband op 200 meter vrije slag vóór de lokale favoriet Ian Thorpe kwam als een verrassing. Van den Hoogenband wist verder de 100 meter vrije slag te winnen en werd derde op de 50 meter vrij. Samen met Martijn Zuijdweg, Johan Kenkhuis en Marcel Wouda won hij ook nog brons op de 4 x 200 meter vrije slag.
- Titelverdediger Nederland werd in de voorronde van het olympisch hockeytoernooi bijna uitgeschakeld, maar door een misstap van Duitsland tegen het Verenigd Koninkrijk drong de selectie van bondscoach Maurits Hendriks toch door tot de halve finale. In een spannende wedstrijd werd gastland Australië uiteindelijk verslagen na strafballen. In de finale was Zuid-Korea de verrassende tegenstander; wederom bleek Nederland het beste in het nemen van strafballen. Stephan Veen scoorde alle drie de Nederlandse doelpunten in de finale en benutte de beslissende strafbal.
- Na zijn bronzen medaille bij de Spelen van Atlanta won judoka Mark Huizinga de gouden medaille in de klasse tot 90 kilogram.
- Met haar paard Bonfire won Anky van Grunsven een gouden medaille bij de dressuur. Jeroen Dubbeldam en Albert Voorn werden geheel onverwacht eerste en tweede bij het individuele springconcours.

Medailles
| Medaille   | Winnaar                         | Onderdeel                       |
| ---------- | ------------------------------- | ------------------------------- |
| Goud (12)  | Hockeyploeg mannen              | Hockey                          |
| Goud (12)  | Inge de Bruijn                  | zwemmen, 50 m vrij              |
| Goud (12)  | Inge de Bruijn                  | zwemmen, 100 m vrij             |
| Goud (12)  | Inge de Bruijn                  | zwemmen, 100 m vlinderslag      |
| Goud (12)  | Leontien Zijlaard-van Moorsel   | wielrennen, baan, achtervolging |
| Goud (12)  | Leontien Zijlaard-van Moorsel   | wielrennen, wegwedstrijd        |
| Goud (12)  | Leontien Zijlaard-van Moorsel   | wielrennen, tijdrit             |
| Goud (12)  | Pieter van den Hoogenband       | zwemmen, 100 m vrij             |
| Goud (12)  | Pieter van den Hoogenband       | zwemmen, 200 m vrij             |
| Goud (12)  | Mark Huizinga                   | judo, tot 90 kg                 |
| Goud (12)  | Anky van Grunsven               | paardensport, dressuur          |
| Goud (12)  | Jeroen Dubbeldam                | paardensport, springen          |
| Zilver (9) | Estafette dames                 | zwemmen, 4x100 vrij             |
| Zilver (9) | Leontien Zijlaard-van Moorsel   | wielrennen baan, puntenkoers    |
| Zilver (9) | Albert Voorn                    | paardensport, springen          |
| Zilver (9) | Dressuur team                   | paardensport                    |
| Zilver (9) | Pieta van Dishoeck/Eeke van Nes | roeien, dubbel twee             |
| Zilver (9) | Holland Acht vrouwen            | roeien                          |
| Zilver (9) | Dubbel vier mannen              | roeien                          |
| Zilver (9) | Miriam Oremans/Kristie Boogert  | tennis, dames dubbel            |
| Zilver (9) | Margriet Matthijsse             | zeilen, Europe-klasse           |
| Brons (4)  | Pieter van den Hoogenband       | zwemmen, 50 m vrij              |
| Brons (4)  | Mannenestafette                 | zwemmen, 4x200 vrij             |
| Brons (4)  | Hockeyploeg vrouwen             | hockey                          |
| Brons (4)  | Wietse van Alten                | handboogschieten                |

### Nederlands-Antilliaanse prestaties
Bij hun elfde deelname werden de Nederlandse Antillen vertegenwoordigd door zeven olympiërs in zes sporten. In de atletiek namen Caimin Douglas en Florencia Hunt deel, in de paardensport Eddy Stibbe, in de schietsport Michel Daou, bij de triatlon Roland Melis, bij het zeilen Cor van Aanholt en in de zwemsport bij het baanzwemmen Howard Hinds. De beste eindklassering met een 13e plaats werd door Stibbe in de paardensport behaald op het onderdeel eventing.

### Surinaamse prestaties
Namens Suriname namen vier olympiërs deel in twee sporten. In de atletiek namen Guillermo Dongo en Letitia Vriesde deel en in de zwemsport namen de baanzwemmers Carolyn Adel (bij twee onderdelen) en Mike Fung A Wing deel. Alle vier namen enkel aan de series deel.

## Medaillespiegel
Er werden 927 medailles uitgereikt. Het IOC stelt officieel geen medailleklassement op, maar geeft desondanks een medailletabel ter informatie. In het klassement wordt eerst gekeken naar het aantal gouden medailles, vervolgens de zilveren medailles en tot slot de bronzen medailles.
In de volgende tabel staat de top-10 en het Belgische resultaat. Het gastland heeft een blauwe achtergrond en het grootste aantal medailles in elke categorie is vetgedrukt.
Zie de medaillespiegel van de Olympische Zomerspelen 2000 voor de volledige weergave.
| Plaats | Land             | NOC | Goud | Zilver | Brons | Totaal |
| ------ | ---------------- | --- | ---- | ------ | ----- | ------ |
| 1      | Verenigde Staten | USA | 37   | 24     | 32    | 93     |
| 2      | Rusland          | RUS | 32   | 28     | 29    | 89     |
| 3      | China            | CHN | 28   | 16     | 14    | 58     |
| 4      | Australië        | AUS | 16   | 25     | 17    | 58     |
| 5      | Duitsland        | GER | 13   | 17     | 26    | 56     |
| 6      | Frankrijk        | FRA | 13   | 14     | 11    | 38     |
| 7      | Italië           | ITA | 13   | 8      | 13    | 34     |
| 8      | Nederland        | NED | 12   | 9      | 4     | 25     |
| 9      | Cuba             | CUB | 11   | 11     | 7     | 29     |
| 10     | Groot-Brittannië | GBR | 11   | 10     | 7     | 28     |
|        |                  |     |      |        |       |        |
| 55     | België           | BEL | 0    | 2      | 3     | 5      |

Atletiek · Badminton · Basketbal · Boksen · Boogschieten · Gewichtheffen · Gymnastiek · Handbal · Hockey · Honkbal · Judo · Kanovaren · Moderne vijfkamp · Paardensport · Roeien · Schermen · Schietsport · Schoonspringen · Softbal · Synchroonzwemmen · Taekwondo · Tafeltennis · Tennis · Triatlon · Voetbal · Volleybal · Waterpolo · Wielersport · Worstelen · Zeilen · Zwemmen
Albanië · Algerije · Amerikaanse Maagdeneilanden · Amerikaans-Samoa · Andorra · Angola · Antigua en Barbuda · Argentinië · Armenië · Aruba · Australië · Azerbeidzjan · Bahama's · Bahrein · Bangladesh · Barbados · België · Belize · Benin · Bermuda · Bhutan · Bolivia · Bosnië en Herzegovina · Botswana · Brazilië · Britse Maagdeneilanden · Brunei · Bulgarije · Burkina Faso · Burundi · Cambodja · Canada · Centraal-Afrikaanse Republiek · Chili · China · Chinees Taipei · Colombia · Comoren · Congo-Brazzaville · Congo-Kinshasa · Cookeilanden · Costa Rica · Cuba · Cyprus · Denemarken · Djibouti · Dominica · Dominicaanse Republiek · Duitsland · Ecuador · Egypte · El Salvador · Equatoriaal-Guinea · Eritrea · Estland · Ethiopië · Fiji · Filipijnen · Finland · Frankrijk · Gabon · Gambia · Georgië · Ghana · Grenada · Griekenland · Groot-Brittannië · Guam · Guatemala · Guinee · Guinee‑Bissau · Guyana · Haïti · Honduras · Hongarije · Hongkong · Ierland · IJsland · India · Indonesië · Irak · Iran · Israël · Italië · Ivoorkust · Jamaica · Japan · Jemen · Joegoslavië · Jordanië · Kaaimaneilanden · Kaapverdië · Kameroen · Kazachstan · Kenia · Kirgizië · Koeweit · Kroatië · Laos · Lesotho · Letland · Libanon · Liberia · Libië · Liechtenstein · Litouwen · Luxemburg · Macedonië · Madagaskar · Malawi · Malediven · Maleisië · Mali · Malta · Marokko · Mauritanië · Mauritius · Mexico · Micronesië · Moldavië · Monaco · Mongolië · Mozambique · Myanmar · Namibië · Nauru · Nederland · Nederlandse Antillen · Nepal · Nicaragua · Nieuw-Zeeland · Niger · Nigeria · Noord-Korea · Noorwegen · Oeganda · Oekraïne · Oezbekistan · Oman · Oostenrijk · Pakistan · Palau · Palestina · Panama · Papoea-Nieuw-Guinea · Paraguay · Peru · Polen · Portugal · Puerto Rico · Qatar · Roemenië · Rusland · Rwanda · Saint Kitts en Nevis · Saint Lucia · Saint Vincent en Grenadines · Salomonseilanden · Samoa · San Marino ·  Sao Tomé en Principe · Saoedi-Arabië · Senegal · Seychellen · Sierra Leone · Singapore · Slovenië · Slowakije · Soedan · Somalië · Spanje · Sri Lanka · Suriname · Swaziland · Syrië · Tadzjikistan · Tanzania · Thailand · Togo · Tonga · Trinidad en Tobago · Tsjaad · Tsjechië · Tunesië · Turkije · Turkmenistan · Uruguay · Vanuatu · Venezuela · Verenigde Arabische Emiraten · Verenigde Staten · Vietnam · Wit-Rusland · Zambia · Zimbabwe · Zuid-Afrika · Zuid-Korea · Zweden · Zwitserland · Individuele olympische atleten
Olympische Zomerspelen
Olympische Winterspelen
Gerelateerd
Olympische Jeugdspelen · Paralympische Spelen · Deaflympische Spelen · Special Olympic World Games
IOC · COA · BOIC · NOC*NSF · NAOC · SOC
- Gemeinsame Normdatei: 10006617-3
- Library of Congress Control Number: n95029966
- Nationale Bibliotheek van Tsjechië: kn20010710715
- Nationale Bibliotheek van Israël: 987007380777305171
- Virtual International Authority File: 141247364